# فرودگاه برن
فرودگاه برن (به انگلیسی: Bern Airport) (به زبان بومی: Regionalflugplatz Bern-Belp) یک فرودگاه همگانی با کد یاتا BRN است که یک باند فرود آسفالت دارد و طول باند آن ۱۷۳۰ متر است. این فرودگاه در شهر برن کشور سوئیس قرار دارد و در ارتفاع ۵۱۰ متری از سطح دریا واقع شده‌است.

## شرکت‌های هواپیمایی و مقصدهای پروازی
The following airlines offer regular scheduled and charter flights at Bern Airport:
| شرکت‌های هواپیمایی                     | مقصدهای پروازی |
| ------------------------------------- | --- |
| اتحاد رجینال اجرا توسط داروین ایرلاین | چارتر فصلی: پالما د مایورکا |
| جرمنیا فلوگ                           | فصلی: کلوی–سینت-کاترین |
| هلوتیک ایرلاینز                       | فصلی: اولبیا - کاستا اسمرالدا، پالما د مایورکا چارتر فصلی: هراکلین، جزیره کوس، لارناکا، ملی اکتیون، رود |
| اسکای‌ورک ایرلاینز1                    | اسخیپول آمستردام، برلین تگل، کلن بن (پایان در ۱ نوامبر ۲۰۱۷)، هامبورگ، لندن سی‌تی، مونیخ، پالما د مایورکا، وین فصلی: کگلیاری-الماس، مرینا دیکمپو، فیگاری ساد-کورسه، هرینگسدورف، ایبیزا، جرزی، منورکا، اولبیا - کاستا اسمرالدا، سایلت، زادر |

^ SkyWork Airlines flights to Heringsdorf, Jersey and Sylt are partly operated with an intermediate stop in Basel/Mulhouse. However, SkyWork does not sell tickets on the Swiss domestic sector.